# 斯诺克巡回锦标赛
司諾克巡迴錦標賽是一項斯诺克積分排名賽，創辦於2019年。巡迴錦標賽只有單賽季排名前12名選手有參賽資格。比賽採單敗淘汰制，冠軍可獲得150,000英鎊。該賽事由汽車零售商Cazoo贊助。

## 歷史
該賽事為Coral杯（現為Cazoo杯）的最後一項比賽，另外兩項為世界大獎賽與球員錦標賽。巡迴錦標賽是賽季中最少選手參加的比賽，只有單賽季排名前八名選手有參賽資格。比賽由ITV4與Eurosport進行轉播。
第一屆比賽於2019年在威爾士蘭迪德諾的Venue Cymru舉行，且每場比賽至少進行兩個階段。在2019年的決賽，採25局13勝制，為1992年英國錦標賽決賽以來，在排名賽決賽中須進行三個階段的賽事（不包括世界錦標賽）。這場決賽在羅尼·奧沙利文和尼爾·羅伯森之間進行，最終羅尼·奧沙利文以13-11取得勝利。
在2020年巡迴錦標賽，原定於2020年3月17日至22日舉行，但由於嚴重特殊傳染性肺炎大流行，比賽遭到延遲，且不開放觀眾入場觀賽。最後決定於2020年6月20日至26日在英格蘭米爾頓凱恩斯的馬歇爾競技場舉行，決賽也改為19局10勝制。擁有參賽資格的中國選手丁俊暉因嚴重特殊傳染性肺炎的安全性考量，選擇退出。他的替補選手是史蒂芬·馬奎爾。最後史蒂芬·馬奎爾在擊敗馬克·艾倫之後，獲得冠軍。
在2021年巡迴錦標賽，比賽在威爾斯紐波特的Celtic Manor Resort舉行，所有的比賽都是19局10勝制。衛冕冠軍史蒂芬·馬奎爾，但是，他沒有足夠的積分參賽。決賽是同為兩年前的兩名選手羅伯森和奧沙利文之間進行的。最終羅伯森以10-4取得冠軍。
2023年，本賽事改由博彩公司Duelbits贊助。2024年起，比赛扩军至12名选手参加。

## 歷屆冠軍
| 年份 | 冠軍                    | 亞軍                    | 比分  | 地點         | 賽季    | 備註   |  |
| ---- | ----------------------- | ----------------------- | ----- | ------------ | ------- | ------ |  |
| 2019 | 羅尼·奧沙利文（英格兰） | 尼爾·羅伯森（澳大利亚） | 13–11 | 蘭迪德諾     | 2018–19 | [ 6 ]  |  |
| 2020 | 史蒂芬·馬奎爾（蘇格蘭） | 馬克·艾倫（北爱尔兰）   | 10–6  | 米爾頓凱恩斯 | 2019–20 | [ 16 ] |  |
| 2021 | 尼爾·羅伯森（澳大利亚） | 羅尼·奧沙利文（英格兰） | 10–4  | 紐波特       | 2020–21 | [ 17 ] |  |
| 2022 | 尼爾·羅伯森（澳大利亚） | 約翰·希金斯（蘇格蘭）   | 10–9  | 蘭迪德諾     | 2021–22 | [ 18 ] |  |
| 2023 | 肖恩·墨菲（英格兰）     | 奇倫·威爾森（英格兰）   | 10–7  | 赫爾         | 2022–23 | [ 19 ] |  |
| 2024 | 马克·威廉姆斯（威尔士） | 羅尼·奧沙利文（英格兰） | 10–5  | 曼徹斯特     | 2023–24 | [ 20 ] |  |
| 2025 | 約翰·希金斯（蘇格蘭）   | 馬克·塞爾比（英格兰）   | 10–8  | 曼徹斯特     | 2024–25 | [ 21 ] |  |